# 亚历山大·奥斯特伦德
亚历山大·奥斯特伦德(Jan Alexander Östlund，1978年11月2日 - )，瑞典足球運動員，司職後衛。
奧斯特倫德是在家鄉小型球會打起，早年生涯都是在頻密轉會中渡過，但僅限國內聯賽球會。至2004年他轉到荷蘭加盟當地頂級球會飛燕諾。2006年夏季他再轉到英國，加盟英冠球會南安普顿。
奧斯特倫德曾入選瑞典國家隊21次，但沒有出席2006年世界杯，對上一次出席國際大賽，乃2004年歐洲國家杯的事。